# Sentier de grande randonnée de pays Tours dans le Grand Pic Saint-Loup
 (février 2022).
Le sentier de grande randonnée de pays Tours dans le Grand Pic Saint-Loup ou GRP Tours dans le Grand Pic Saint-Loup est un itinéraire pédestre long de 245 km situé dans le département de l'Hérault : il est divisé en 4 boucles de 49 à 73 km qui passent toutes par le village de Saint-Martin-de-Londres.
Inauguré en 2017, le GRP a été aménagé par la Communauté de communes du Grand Pic Saint-Loup, qui en a assuré le tracé et le balisage, avec l'appui technique du Comité départemental de la Fédération française de Randonnée pédestre et du Département de l'Hérault.

Bien que la plus grande partie du parcours se situe sur le territoire de la Communauté de communes du Grand Pic Saint-Loup, une portion de la boucle Tour des Londres à la Buèges se situe sur la Communauté de communes des Cévennes Gangeoises et Suménoises (Saint-Bauzille-de-Putois, Brissac) et une portion de la boucle Tour de la Séranne aux gorges de l'Hérault sur la Communauté de communes Vallée de l'Hérault (Saint-Guilhem-le-Désert, Saint-Jean-de-Fos, Puéchabon).

## Un itinéraire en 4 boucles
Le sentier est balisé jaune-rouge, selon les normes de la Charte officielle de balisage de la Fédération française de randonnée pédestre.
Il se compose de 4 boucles avec des niveaux de difficulté et des centres d'intérêt différents :

### Tour des villages du Pic
Cette boucle, au départ des Matelles, a une longueur de 49 km et peut être parcourue en 3 jours. La montée cumulée représente 1 208 m.
| Etape                                                   | Départ                    | Arrivée                   | Distance | Durée  | Points d'intérêt |
| ------------------------------------------------------- | ------------------------- | ------------------------- | -------- | ------ | --- |
| Jour 1 / 21,5 km Les Matelles > Saint-Martin-de-Londres | Les Matelles              | Saint-Mathieu-de-Tréviers | 7 km     | 1 h 45 | Village médiéval des Matelles Maison des Consuls - musée d'arts et d'archéologie Église romane fortifiée de Saint-Jean-de-Cuculles |
| Jour 1 / 21,5 km Les Matelles > Saint-Martin-de-Londres | Saint-Mathieu-de-Tréviers | Cazevieille               | 7,5 km   | 1 h 55 | Vue sur (ou détour par) le Château de Montferrand Ascension du Pic Saint-Loup (658 m)                                              |
| Jour 1 / 21,5 km Les Matelles > Saint-Martin-de-Londres | Cazevieille               | Saint-Martin-de-Londres   | 7 km     | 1 h 45 | Église romane et centre ancien de Saint-Martin-de-Londres                                                                          |
| Jour 2 / 13 km Saint-Martin-de-Londres > Saugras        | Saint-Martin-de-Londres   | Viols-le-Fort             | 7 km     | 1 h 40 | Draille (chemin bordé de murets) Dolmen datant du néolithique Village fortifié de Viols-le-Fort (remparts du XVe siècle)           |
| Jour 2 / 13 km Saint-Martin-de-Londres > Saugras        | Viols-le-Fort             | Saugras                   | 6 km     | 1 h 30 | |
| Jour 3 / 14,5 km Saugras > Les Matelles                 | Saugras                   | Murles                    | 5 km     | 1 h 45 | Village et église romane de Murles (XI-XIIIe siècle)                                                                               |
| Jour 3 / 14,5 km Saugras > Les Matelles                 | Murles                    | Les Matelles              | 9,5 km   | 2 h 15 | Vue sur le Pic Saint-Loup |

### Tour des vignes au causse
Cette boucle, au départ de Saint-Mathieu-de-Tréviers, a une longueur de 73 km et peut être parcourue en 4 jours. La montée cumulée représente 1 511 m.
| Etape                                                            | Départ                    | Arrivée                   | Distance | Durée  | Points d'intérêt                                                                                               |
| ---------------------------------------------------------------- | ------------------------- | ------------------------- | -------- | ------ | --- |
| Jour 1 / 13,5 km St-Mathieu-de-Tréviers > St-Bauzille-de-Montmel | Saint-Mathieu-de-Tréviers | Saint-Bauzille-de-Montmel | 13,5 km  | 3 h 15 | Vieux pont typique à Saint-Mathieu-de-Tréviers Vue sur le Puech des Mourgues                                   |
| Jour 2 / 17 km St-Bauzille-de-Montmel > Cazeneuve                | Saint-Bauzille-de-Montmel | Fontanès                  | 8 km     | 2 h    | Vue sur le Pic Saint-Loup et l'Hortus                                                                          |
| Jour 2 / 17 km St-Bauzille-de-Montmel > Cazeneuve                | Fontanès                  | Cazeneuve                 | 9 km     | 2 h 25 | Chapelle Notre-Dame-d'Aleyrac                                                                                  |
| Jour 3 / 24 km Cazeneuve > Notre-Dame-de-Londres                 | Cazeneuve                 | Mas de Baume              | 11 km    | 3 h    | Panorama sur la plaine viticole Belvédère du rocher du Causse (vue à 360°) Site néolithique (-2 800 av. J.-C.) |
| Jour 3 / 24 km Cazeneuve > Notre-Dame-de-Londres                 | Mas de Baume              | Notre-Dame-de-Londres     | 13 km    | 3 h 30 | Ancienne verrerie de Couloubrines Château de Notre-Dame-de-Londres (privé)                                     |
| Jour 4 / 18,5 km Notre-Dame-de-Londres > St-Mathieu-de-Tréviers  | Notre-Dame-de-Londres     | Cazevieille               | 10,5 km  | 2 h 35 | Vue sur le château de Viviourès Panorama : Roc blanc, mont Aigoual, Cévennes                                   |
| Jour 4 / 18,5 km Notre-Dame-de-Londres > St-Mathieu-de-Tréviers  | Cazevieille               | Saint-Mathieu-de-Tréviers | 8 km     | 2 h 10 | Par temps clair, point de vue sur le mont Ventoux Chemin à orniérages Vue sur le château de Montferrand        |

### Tour des Londres à la Buèges
Cette boucle, au départ de Saint-Jean-de-Buèges, a une longueur de 55 km et peut être parcourue en 3 jours. La montée cumulée représente 1 350 m.
| Etape                                                       | Départ                   | Arrivée                  | Distance | Durée  | Points d'intérêt                                                                                                  |
| ----------------------------------------------------------- | ------------------------ | ------------------------ | -------- | ------ | --- |
| Jour 1 / 14 km St-Jean-de-Buèges > St-Martin-de-Londres     | Saint-Jean-de-Buèges     | Moulin de Bertrand       | 6,5 km   | 1 h 45 | Ruines du château de Baulx Église romane du XIIe siècle Vue sur la vallée de la Buèges et le massif de la Séranne |
| Jour 1 / 14 km St-Jean-de-Buèges > St-Martin-de-Londres     | Moulin de Bertrand       | Saint-Martin-de-Londres  | 7,5 km   | 2 h 10 | Église romane et centre ancien de St-Martin-de-Londres                                                            |
| Jour 2 / 25 km St-Martin-de-Londres > St-Bauzille-de-Putois | Saint-Martin-de-Londres  | Notre-Dame-de-Londres    | 9,5 km   | 2 h 20 | Vue sur le Pic Saint-Loup et l'Hortus Château de Notre-Dame-de-Londres (privé) Eglise                             |
| Jour 2 / 25 km St-Martin-de-Londres > St-Bauzille-de-Putois | Notre-Dame-de-Londres    | Ferrières-les-Verreries  | 7,5 km   | 2 h    | Vue sur les Cévennes Ancienne verrerie de Couloubrines                                                            |
| Jour 2 / 25 km St-Martin-de-Londres > St-Bauzille-de-Putois | Ferrières-les-Verreries  | Saint-Bauzille-de-Putois | 8 km     | 2 h    | Grotte des Demoiselles                                                                                            |
| Jour 3 / 16,5 km St-Bauzille-de-Putois > St-Jean-de-Buèges  | Saint-Bauzille-de-Putois | Brissac                  | 4,5 km   | 1 h 05 | Vue sur le plateau du Taurac et le massif de la Séranne Château de Brissac (privé)                                |
| Jour 3 / 16,5 km St-Bauzille-de-Putois > St-Jean-de-Buèges  | Brissac                  | Saint-Jean-de-Buèges     | 12 km    | 3 h 30 | Vue sur le roc Blanc Sanctuaire de Notre-Dame-du-Suc à Brissac Église romane de Saint-André-de-Buèges Pont roman  |

### Tour de la Séranne aux gorges de l'Hérault
Cette boucle, au départ de Saint-Martin-de-Londres, a une longueur de 68 km et peut être parcourue en 4 jours. La montée cumulée représente 2 466 m.
| Etape                                                   | Départ                  | Arrivée                   | Distance | Durée  | Points d'intérêt |
| ------------------------------------------------------- | ----------------------- | ------------------------- | -------- | ------ | --- |
| Jour 1 / 14 km St-Martin-de-Londres > St-Jean-de-Buèges | Saint-Martin-de-Londres | Moulin de Bertrand        | 7,5 km   | 2 h 05 | Église romane et centre ancien de St-Martin-de-Londres Draille (chemin bordé de murets) |
| Jour 1 / 14 km St-Martin-de-Londres > St-Jean-de-Buèges | Moulin de Bertrand      | Saint-Jean-de-Buèges      | 6,5 km   | 1 h 55 | Vue sur le massif de la Séranne Ruines du château de Baulx à Saint-Jean-de-Buèges Église romane du XIIe siècle |
| Jour 2 / 20 km St-Jean-de-Buèges > St-Guilhem-le-Désert | Saint-Jean-de-Buèges    | Col de la Séranne (663 m) | 5,5 km   | 2 h 15 | Vue sur la vallée de la Buèges |
| Jour 2 / 20 km St-Jean-de-Buèges > St-Guilhem-le-Désert | Col de la Séranne       | Les Lavagnes              | 7,5 km   | 2 h    | Lavognes naturelles Forêt domaniale de Pégairolles-de-Buèges |
| Jour 2 / 20 km St-Jean-de-Buèges > St-Guilhem-le-Désert | Les Lavagnes            | Saint-Guilhem-le-Désert   | 7 km     | 2 h    | Massif de Saint-Guilhem et gorges de l'Hérault Pins de Salzman Ermitage de Notre-Dame-du-Lieu-Plaisant Vue sur le cirque de l'Infernet et le roc de la Bissonne Ruines du château du Géant (XIe siècle) Abbaye de Saint-Guilhem-le-Désert |
| Jour 3 / 17,5 km St-Guilhem-le-Désert > Puéchabon       | Saint-Guilhem-le-Désert | Saint-Jean-de-Fos         | 10 km    | 2 h 50 | Cairn remarquable Village en circulade de Saint-Jean-de-Fos Argileum - Musée de la Poterie |
| Jour 3 / 17,5 km St-Guilhem-le-Désert > Puéchabon       | Saint-Jean-de-Fos       | Puéchabon                 | 7,5 km   | 1 h 55 | Pont du Diable (XIe siècle) Vue sur les gorges de l'Hérault Église de Saint-Sylvestre-des-Brousses (XIIe s.) Village en circulade de Puéchabon                                                                                            |
| Jour 4 / 16,5 km Puéchabon > St-Martin-de-Londres       | Puéchabon               | Viols-le-Fort             | 9,5 km   | 2 h 35 | Village fortifié de Viols-le-Fort (remparts du XVe siècle) |
| Jour 4 / 16,5 km Puéchabon > St-Martin-de-Londres       | Viols-le-Fort           | Saint-Martin-de-Londres   | 7 km     | 1 h 45 | Dolmen datant du néolithique Draille (chemin bordé de murets) Vue sur le Pic Saint-Loup et l'Hortus |

## Le GR® de Pays Grand Pic Saint-Loup élu "GR® préféré des Français 2021"
Le GR® de Pays Grand Pic Saint-Loup remporte la quatrième édition du concours national « Mon GR® préféré » après trois semaines de votes des internautes, devenant ainsi le « GR® préféré des Français 2021 ». Il succède au GR® 21 - Littoral de la Normandie, sacré en 2020.
Avec presque 95 000 votes cumulés sur l'ensemble des sentiers de randonnée en lice, ce résultat intervient dans un contexte sanitaire limitant fortement la liberté de mouvement de tous et vient par la même renforcer l'idée que les Français sont de fervents adeptes des activités de pleine nature et notamment de randonnée.

## Patrimoine visité
Ce sentier parcourt la région du Pic Saint-Loup et ses caractéristiques : villages de caractère, paysages viticoles, vallée de la Buèges et contreforts des Cévennes, massif de la Séranne et gorges de l'Hérault, avec un détour par Saint-Guilhem-le-Désert et l'audacieux pont du Diable, plus ancien pont médiéval de France.

### Patrimoine naturel
Un relief complexe et une longue occupation humaine ont forgé une mosaïque de milieux d’une grande richesse biologique et des paysages exceptionnels : ces espaces fragilisés par l’abandon des terres agricoles et par la pression urbaine font l’objet de plusieurs zones de protection Natura 2000 :
- Site Natura 2000 "Pic Saint-Loup" (ZSC FR9101389 / Habitats)[9]
- Site Natura 2000 "Hautes Garrigues du Montpelliérais" (ZPS FR9112004 / Oiseaux)[10]
- Site Natura 2000 "Gorges de l'Hérault" (ZSC FR9101388 / Habitats)[11]

Les villages de Pégairolles-de-Buèges et Saint-Jean-de-Buèges font partie du périmètre Les Causses et les Cévennes inscrits au patrimoine mondial de l’UNESCO pour son paysage d’agro-pastoralisme façonné durant trois millénaires.

### Patrimoine préhistorique
La région du Pic Saint-Loup a été occupée depuis le Paléolithique supérieur, où des hommes de Neandertal s’installèrent sous le porche de la grotte de l’Hortus. Les ossements des plus vieux squelettes de l’Hérault ont été retrouvés à cet endroit.
Aujourd’hui encore, de nombreux vestiges de villages et hameaux, de sépultures, de grottes aménagées, de dolmens témoignent de cette occupation précoce : Village préhistorique de Cambous à Viols-en-Laval, enceinte dite Château du Lébous à Saint-Mathieu-de-Tréviers, Rocher du Causse à Lauret, dolmen à Ferrières-les-Verreries…

### Patrimoine historique
Traversé par l’un des chemins de pèlerinage vers Saint-Jacques-de-Compostelle, le territoire recèle de nombreuses églises romanes : Les Matelles, Notre-Dame-de-Londres, Saint-Jean-de-Cuculles, Saint-Martin-de-Londres, sans oublier l’abbaye de Gellone à Saint-Guilhem-le-Désert.
La plupart des villages se formèrent à partir du XIIe siècle, grâce aux progrès des techniques agricoles et au développement des échanges commerciaux. Autour du XIVe siècle, la peur qu’inspirent les bandes de brigands qui errent sur les routes conduit ces villages à se protéger derrière des fortifications. C’est le cas des Matelles, Saint-Martin-de-Londres ou Viols-le-Fort.
Le sentier permet de découvrir plusieurs châteaux datant du Moyen Âge, comme le château de Montferrand, le château de Viviourès qui lui fait face ou encore le château de Baulx à Saint-Jean-de-Buèges.
Le causse de l’Hortus abrité une importante activité de verreries, monopole des gentilshommes verriers par édit royal. En témoignent les ruines de la verrerie de Couloubrines ou le Mas de Baumes à Ferrières-les-Verreries.

### Patrimoine viticole
Le territoire du Grand Pic Saint Loup regroupe les aires géographiques de trois zones d’appellation : Pic Saint-Loup (AOC), Grés de Montpellier, tous deux AOP Languedoc, et AOC Terrasses-du-Larzac. Il compte de nombreux terroirs produisant des vins reconnus en IGP : Saint-Guilhem-le-Désert, Val-de-Montferrand ou vins de Pays d’Oc, soit autant de productions, de savoir-faire qui confèrent à chacun d’entre eux son caractère propre.
Cette forte culture viticole a donné a forgé l’identité paysagère du territoire : c’est pourquoi, dès 2014, la Communauté de communes du Grand Pic Saint-Loup s’est engagée dans la préservation de la diversité et de la spécificité de ces paysages en adhérant au Réseau International des Paysages Viticoles. Ce label signe la qualité des démarches volontaires et concertées des terroirs viticoles conjuguant l’optimisation de la production viticole et la gestion paysagère et environnementale, associées à des offres culturelles et touristiques innovantes dans une logique de développement durable.

### Label Grand Site de France
Sept communes traversées par le sentier sont concernées partiellement ou en totalité par la label Gorges de l’Hérault (Grand Site de France) : Puéchabon, Saint-Jean-de-Fos, Saint-Guilhem-le-Désert, Causse-de-la-Selle, Brissac et, hors cœur de village, Notre-Dame-de-Londres et Saint-Martin-de-Londres.
Dans ce périmètre, deux monuments sont également inscrits sur la liste du patrimoine mondial de l’Unesco au titre des Chemins de Compostelle en France : l’abbaye de Gellone fondée en 804 et le pont du Diable datant du XIe siècle.

## Liaison avec d'autres sentiers
Sur plusieurs tronçons, le GRP partage son tracé avec différents sentiers de randonnée :

### Sentiers de grande randonnée
- GR 60 - De l'Aubrac au Languedoc par la Mont Aigoual[16]
- GR 74 - De Saint-Maurice-de-Navacelles à Saint-Privat[16]

### Sentiers promenade et randonnée
Le GRP fait le lien avec de nombreux sentiers Promenade et randonnée existants sur le territoire de la Communauté de communes du Grand Pic Saint-Loup. Ces sentiers sont balisés jaune, selon les normes de la Charte officielle de balisage de la Fédération française de randonnée pédestre.
- Le bois de Saint-Sauveur[1]
- La Fontanaride[1]
- Le sentier des Asphodèles[1]
- Les Drailles[1]
- Le sentier des Charbonnières[1]
- Le bois de Lèque[1]
- L'Arnède à Caravette[1]
- Séranne Pontel[1]
- Le Pic Saint-Loup[1]
- Peyre Martine[1]
- Crête de Taillade et Rocher du Causse[1]
- Le sentier de Sauzet[1]